# Marie-Louise Bech Nosch
Marie-Louise Bech Nosch (født Marie-Louise Gregersen 27. januar 1970) er professor ved Københavns Universitet og ekspert i den tværfaglige undersøgelse af forhistoriske tekstiler. Hendes primære forskningsfokus er på dokumentationen af tekstilfremstilling i oldtidens Grækenland, som den fremgår af Linear B-tavlerne; hun har også beskæftiget sig med tværkulturelle studier af tekstiler fra hele det antikke Middelhavsområde og Nærøsten. I 2020 blev hun præsident for Videnskabernes Selskab.

## Baggrund og karriere
Nosch studerede historie ved Université Nancy II og historie og klassisk filologi ved Københavns Universitet. Efter at have opnået sin ph.d.-grad i emnet mykenske tekstiler ved universitetet i Salzburg i 2000, vejledt af Sigrid Deger-Jalkotzy og Oswald Panagl, arbejdede hun for det østrigske videnskabsakademis mykene-kommission og som postdoc ved Københavns Universitet, finansieret af Carlsbergfondet. Hun blev forskningsprofessor i 2009 og efterfølgende ordinær professor i 2017 ved Saxo-Instituttet. 2005-2016 var hun direktør for Center for Tekstilforskning ved Københavns Universitet, et center under Danmarks Grundforskningsfond.

## Forskning
Noschs vigtigste ekspertiseområde er studiet af tekstilfremstilling i det mykenske Grækenland baseret på arkæologiske fund, tekstbeviser fra Linear B-tavlerne og eksperimentel arkæologi. Hun har beskæftiget sig meget med fortolkningen af Linear B-tavler med hensyn til tekstiler,  driften af tekstilerhvervet, den bredere mykenske økonomi og den mykenske religion. Nosch har også deltaget i og ledet tværfaglige forskningsprojekter om en lang række aspekter af tekstilproduktion i den klassiske græske og romerske verden, det gamle Mellemøsten, og det middelalderlige og det tidlige moderne Europa. Hun har redigeret adskillige bøger om det tværkulturelle studium af tekstiler samt beskæftiget sig med brugen af tekstiler som metaforer i litterære værker.

## Priser og hverv
Hun har modtaget adskillige prestigefulde priser, herunder EliteForsk-prisen (2009), Iris Foundation Award for Outstanding Mid-Career Scholars (2009), Alexander von Humboldt Fondens Anneliese Maier-pris (2013), Dronning Margrethe ll’s Videnskabspris (2019) Gad Rausing prisen (2022) for hendes innovative forskning i antik historie, og er medlem af Order des Palmes académiques.. Hun er også medlem af European Academy of Sciences and Arts, er den skandinaviske repræsentant i Comité International Permanent d'Études Mycéniennes, medlem af det østrigske videnskabsakademi og sidder i bestyrelsen for Velux Fonden.  I september 2020 blev hun valgt til præsident for Videnskabernes Selskab.